# Amiga do Inimigo
Amiga do Inimigo é um filme brasileiro de suspense e comédia escrito por Bruno Alcântara e dirigido por Plínio Scambora e Direção executiva de Jr César. É uma continuação da websérie Em Prova. O filme é estrelado por Viih Tube, Bruno Alcântara, uJoãozinho, Vivi Wanderley, Vitória Castro, Luiza Parente, Thomaz Costa, Muca Muriçoca e Taine Santtos.

## Sinopse
Desde a criação de uma página anônima nas redes, boatos rondam no Colégio Nosso Recanto. Bia (Viih Tube) quer descobrir quem está por trás das fofocas e assim, negociar com a diretora a volta do seu irmão Gustavo, que havia sido expulso. O que não estava em seus planos era que uma nova aluna também quer investigar o caso.

## Produção
O filme estreou no dia 18 de junho de 2020 e tem direção de Plínio Scambora. Foi escrito por Viih Tube e Bruno Alcântara, com produção da Brasileira Digital. É uma continuação da websérie Em Prova, que teve mais de 90 milhões de visualizações no canal oficial da YouTuber. As gravações ocorreram entre fevereiro e março no NR Acampamentos, em Sapucaí-Mirim, no interior de Minas Gerais.

## Elenco
| Ator/Atriz      | Personagem              |
| --------------- | ----------------------- |
| Viih Tube       | Beatriz Escobar (Bia)   |
| Bruno Alcântara | Paulo (Freio)           |
| uJoãozinho      | Francisco Brito (Chico) |
| Vivi Wanderley  | Manuela (Manu)          |
| Vitória Castro  | Sara Pacheco            |
| Luiza Parente   | Natália (Nat)           |
| Thomaz Costa    | Gustavo Escobar         |
| Muca Muriçoca   | Célio                   |
| Tainne Santos   | Diretora Amélia         |
| Jon Vlogs       | Luca Barone             |

## Lançamento
Amiga do Inimigo foi lançado em 18 de junho de 2020 nas plataformas digitais Apple TV, Now, Google Play, YouTube Filmes, Vivo Play e Sky Play. O filme estreou na Netflix em 30 de agosto de 2020.